# Vincenzo Zecca
Vincenzo Zecca (Chieti, 25 gennaio 1832 – Chieti, 1º gennaio 1916) è stato uno scrittore, storico e archeologo italiano.

## Biografia
Figlio di Enrico Zecca e Luisa Ricca nacque a Chieti nel 1832. Fu un bambino prodigio: studiò nel Regio Collegio di Chieti conseguendo il massimo premio della medaglia d'oro. Continuò gli studi nel Liceo Universitario di L'Aquila e quindi nella Regia Università di Napoli dove nel 1851, a soli 19 anni, si laureò in legge dopo aver conseguito il Cedolato in belle lettere e filosofia.
Finché fu sede del Tribunale Provinciale, esercitò la professione di avvocato nel Foro di Chieti. Nel 1856 sposò Filomena Domizio dalla quale ebbe dieci figli tra cui Smeraldo, avvocato penale e deputato al Parlamento nazionale nella XVIII legislatura. Quando il Tribunale di Chieti perse le sue prerogative, egli decise di lasciare l'attività forense. Partecipò ad un concorso, lo vinse e nel 1880 assunse l'ufficio di Segretario capo provinciale carica che mantenne per quasi trenta anni.
Fu comunque un intellettuale di vasta e profonda cultura, che si dedicò principalmente allo studio della storia. Le sue numerose pubblicazioni sono di notevole importanza per l'Abruzzo poiché coprono variegati aspetti della storia e dei monumenti di questa regione.
Zecca fu anche un esperto archeologo e per primo si dedicò alla ricerca delle testimonianze e della toponomastica della città romana (l'antica Teate) sottostante alla città di Chieti. In particolare sovrintese i lavori effettuati per il prolungamento dell'attuale Corso Marrucino (1896-97), per raccogliere e catalogare le strutture e i materiali archeologici che emersero.
Nel 1886 fu nominato segretario della Commissione istituita dal Consiglio Comunale di Chieti per la costituzione del Gabinetto storico-artistico per la conservazione del patrimonio archeologico di Chieti.
Zecca raccolse nel museo tutti i reperti trovati durante le ricerche, effettuate nel territorio teatino, e contribuì ad ampliarlo, donando anche il suo personale archivio archeologico.
Agli inizi del 1900 il Museo fu chiuso e la Collezione Zecca (formata da bronzetti, ornamenti, ceramiche, strumenti e utensili) fu ceduta al Museo di Ancona. Alla fine del XX secolo tutta la Collezione rientrò a Chieti per far parte del Museo Archeologico.
Morì a Chieti il 1º gennaio 1916

## Riconoscimenti
- Cavaliere della Corona d'Italia nel 1885, per meriti letterari
- Cavaliere di seconda classe dell'ordine dei S.S.Giovanni Battista e Guglielmo di Spagna nel 1907
- Membro comunale della Commissione Archeologica e Artistica di Chieti
- Presidente della commissione conservatrice dei monumenti e opere d'arte della provincia di Chieti
- Socio promotore e benemerito della Società Abruzzese di Storia Patria
- Decorazioni:
  - medaglia d'argento e due diplomi d'onore, per l'opera e la collaborazione nei pubblici censimenti del 1873, 1881 e 1901
  - medaglia commemorativa di Dante Alighieri in Firenze nel 1865
  - medaglia commemorativa di Gabriele Rossetti in Vasto nel 1882[6]
  - medaglia commemorativa del primo centenario della morte dell'abate F.Galiani in Chieti
- Diplomi di socio onorario:
  - Accademie dei Trasformati di Noto,
  - Scienze e Lettere di Catanzaro
  - Quiriti di Roma
  - Alessandro Manzoni di Monteleone Calabro
  - Società Georgica di Treia
  - Società Pitagorica di Napoli
  - Associazione Benemeriti Italiani di Palermo[2].
- A Chieti fu dedicata al suo nome e quello del politico Smeraldo Zecca suo figlio (1852-1925), la via Porta Napoli, da piazza Trento e Trieste.[7]

## Opere

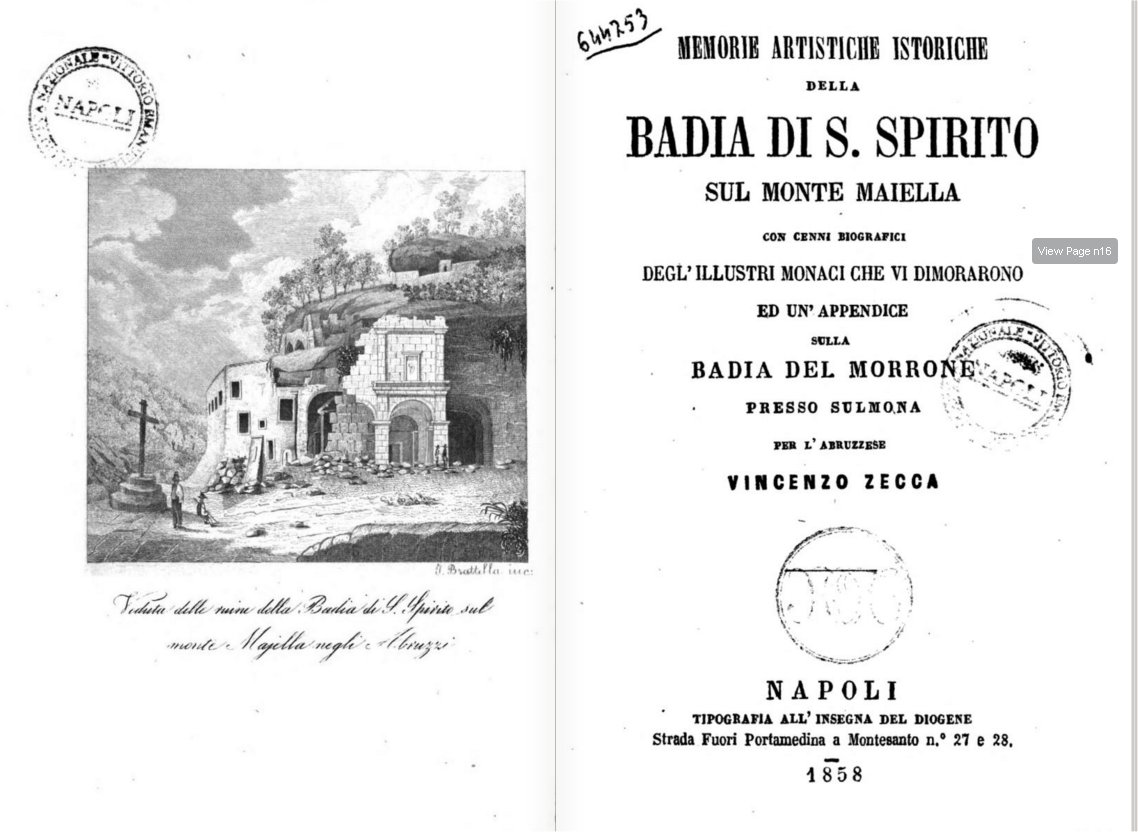
Frontespizio da Internet Archive

- Vincenzo Zecca, Memorie artistiche istoriche della Badia di S. Spirito sul monte Maiella con cenni biografici degl'illustri monaci che vi dimorarono ed un'appendice sulla Badia del Morrone presso Sulmona, Internet Archive, Napoli, Tip. all'insegna del Diogene, 2016  [1858], SBN SBL0722369.
«Badia di S.Spirito sul monte Majella ... Badia del Morrone presso Sulmona»
- Vincenzo Zecca, La Basilica di San Giovanni in Venere nella storia e nell'arte, Pescara, Industrie Grafiche, 1910, SBN SBL0481731.
- Vincenzo Zecca, La chiesa di san Domenico in Chieti nella storia e nell'arte, Teramo, Stab. tip. del Lauro, 1914, SBN NAP0178590.
- Vincenzo Zecca, Il tempio di S. Paolo in Chieti, Teramo, Stab. tip. del Lauro, 1914, SBN NAP0166153.
- Vincenzo Zecca, Gli scavi della Via Ulpia in Chieti : studio archeologico, Teramo, Tip. del Corriere abruzzese, 1897, SBN RML0106241.
- Vincenzo Zecca, Gli scavi della via ulpia (2 ed ultimo tratto) in chieti : Studio archeologico, Teramo, Stab. Tip. Di G. Ricci, 1900, SBN CUB0681470.
- Vincenzo Zecca, Dante E Celestino V Studio Storico-Critico (1896), Kessinger Pub, 2010  [1896], ISBN 978-1161889734.